# Tepatlaxco de Hidalgo (kommun)
Tepatlaxco de Hidalgo är en kommun i Mexiko.   Den ligger i delstaten Puebla, i den sydöstra delen av landet, 120 km öster om huvudstaden Mexico City.